# Z'EV
Pour les articles homonymes, voir Weisser.
Stefan Joel Weisser, dit Z’EV ou z’ev, né  le 8 février 1951 à Los Angeles et mort le 16 décembre 2017 à Chicago, est un poète sonore et mystique américain, connu en particulier pour son travail de percussionniste expérimental.

## Biographie
Travaillant de façon anonyme pendant trente ans dans les milieux de la musique d’avant-garde et bruitiste, Weisser est considéré comme un pionnier de la scène industrielle.
Son travail s’articule autour d’une création musicale tentant de trouver une transversalité entre musique, langage et timbre. Il a  inspiré des groupes phares de la deuxième vague de l’indus comme Einstürzende Neubauten et Test Dept. Z’EV a également approfondi son chemin artistique et ses recherches autour de la tradition hébraïque (kabbale etc.).